# Команчский язык

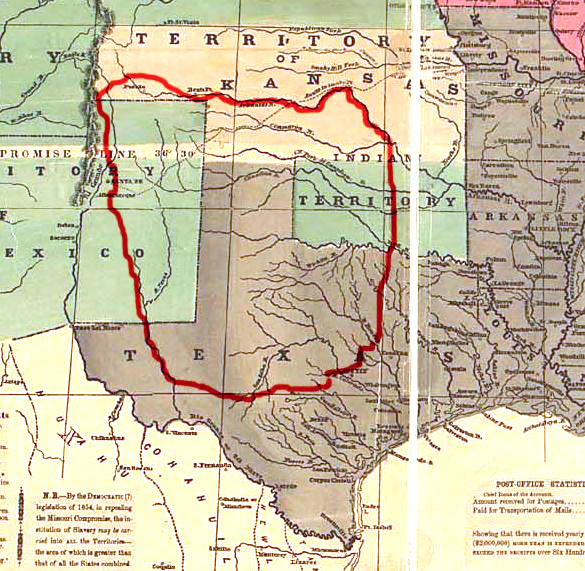
Традиционные области расселения команчей

Кома́нчский язык (команче; англ. Comanche language; ком. Nʉmʉ tekwapʉ) — язык племени команчей, относится к центральной группе нумийской ветви юто-астекской семьи, близок шошонскому языку (команчи отделились от шошонов около 1700 года, с появлением у индейцев лошади) и языку панаминт.
Во время Второй мировой войны, из-за малоизвестности и сложности команчского языка, он использовался радистами-шифровальщиками армии США наряду с другими языками.
В настоящее время команчским языком владеет небольшое число носителей (9 человек), в основном это пожилые люди. Существует утверждённая орфография, предпринимаются попытки возрождения языка.

## История
Команчи как отдельное племя появились на Великих Равнинах в XVII веке, когда они откочевали на юг от места обитания шошонов (запад нынешнего штата Вайоминг). Тогда уже начинается и расхождение команчского и шошонского языков. Вытеснив с юга Великих Равнин апачей, к середине XIX века они полностью теряют контакт с шошонами, и в этом же время начинается переселение их в резервации. Численность команчей также сократилась в результате ряда эпидемий. В резервациях употребление команчского не приветствовалось, в частности, в школе, и началось быстрое уменьшение количества носителей. В настоящее время лишь около 1 % команчей еще знают команчский язык. В середине XX века начинается активное лингвистическое изучение команчского языка, в 1994 году утверждена официальная орфография.

## Лингвистическая характеристика

### Фонология и орфография
В команчском языке шесть основных гласных звукотипов: 
[i], [u], [e], [ə] (либо [ɜ]), [o], [a]. Имеются также долгие фонемы, соответствующие каждому из этих гласных, и глухие гласные, также рассматриваемые как фонемы. В орфографии [ə] пишется как u, долгота обозначается удвоением гласного, глухость — подчеркиванием. Ударение обычно падает на первый слог. Если слово имеет ударение не на первом слоге, используется знак акута: kutséena 'койот'.
Набор согласных команчского языка представлен на таблице:
|               | Лабиальные | Дентальные | Палатальные | Велярные        | Велярные | Глоттальные |
| Простые       | Лабиальные | Дентальные | Палатальные | Лабиализованные |          | Глоттальные |
| ------------- | ---------- | ---------- | ----------- | --------------- | -------- | ----------- |
| Взрывные      | p          | t          | c           | k               | kʷ       | ʔ           |
| Аффрикаты     |            | ʦ          |             |                 |          |             |
| Фрикативные   | [β]        | s          |             |                 |          | h           |
| Носовые       | m          | n          |             |                 |          |             |
| Аппроксиманты | w          | [ɾ]        | j           |                 |          |             |

В квадратных скобках даны звуки, являющиеся аллофонами ([β] — аллофон /p/, [ɾ] — аллофон /t/).
Все согласные имеют также преаспирированные варианты, которые иногда рассматриваются как отдельные фонемы. Они пишутся как сочетания h с соответствующей буквой. Звук [β] пишется как b.
После некоторых префиксов начальный согласный корня меняется, причем это изменение не зависит от внешней формы префикса. После некоторых префиксов взрывные переходят в свои преаспрированные соответствия: puni- 'видеть', wacihpuni 'выслеживать'. Существует также класс префиксов, после которых p и t переходят в b и r: nabuni 'видеть себя'.

### Морфология

#### Существительное
Имя в команчском языке различает четыре основных падежа: номинатив, аккузатив, генитив и вокатив. Кроме того, имеется суффикс -bi (иногда -pi), используемый в цитационной форме.
Различаются единственное, множественное (показатель nuu или u) и двойственное число (nuhu), однако часто при неодушевленных именах показатели чисел не используются.
Аккузатив образуется с помощью суффиксов -a или -i, распределенных в зависимости от конечных звуков основы (например, kwasinaboo' 'змея', аккузатив kwasinaboo’a). Существует также суффикс -hta (присоединяется к основам на губной + i). Во множественном и двойственном числе аккузатив образуется с помощью гласного -i, заменяющего предшествующие гласные и запускающего сингармонизм: numunuu 'команчи', аккузатив мн. ч. numunii.
Генитив образуется в единственном числе с помощью суффикса -(n)a-, в двойственном — u, во множественном показатель нулевой.

#### Прилагательное
Прилагательные часто образуются с помощью причастных показателей -tu/-ru (статив) и -pu (перфектив). Множественное число прилагательных образуется с помощью редупликации: pia 'большой', pibia 'большие'.

#### Местоимение
Личные местоимения также различают аккузатив и генитив. В первом лице множественного числа различаются инклюзивные и эксклюзивные местоимения. Послелог matu 'к' присоединяется к генитивным формам местоимений для выражения дативных значений: me mumu-matu yukwitu 'я говорю тебе' (mumu 'тебя').

#### Глагол
В глаголе различаются главным образом аспектуальные значения: инцептив, статив, перфектив, дуратив, прогрессив, итератив. Имеется также префиксальный показатель na-, имеющий рефлексивное либо пассивное значение. Существуют также дейктические энклитики и префиксальные показатели, указывающие на способ совершения действия (например, ногами или зубами). Имеется показатель каузатива.
Отрицание выражается с помощью показателя ke(e).

### Синтаксис
Имеется богатая система послелогов.
Основной порядок слов — SOV (хотя возможно OVS), в именной группе обладаемое следует за обладателем. В подчиненных предложениях подлежащее и прямое дополнение стоят в генитиве (при определительных придаточных) либо аккузативе (в дополнительных).

## Лексика
Приведенные ниже примеры взяты из книги the Comanche Vocabulary: Trilingual Edition, составитель —Manuel García Rejón.
| Русский язык         | Команче (испан. транслит.) | Команче (офиц. команч. алфавит)           |
| -------------------- | -------------------------- | ----------------------------------------- |
| Мальчик              | Tuinéhpua                  | tuinʉpʉ                                   |
| Старший брат         | Bávi                       | pabi (-babi following vowel)              |
| Младший брат         | Rámi                       | tami (sometimes -rami following vowel)    |
| Буйвол               | Cuhtz                      | kuutsuu                                   |
| Кукуруза             | Janib                      | hanipʉ                                    |
| Пума                 | Toyarohco                  | toyaruku                                  |
| Койот                | Tzensa                     | tzsensa ? (usual modern term is kʉtséena) |
| Сверчок              | Tuaahtaqui                 | tuaahtaki                                 |
| Олень                | Areca                      | arʉka                                     |
| Собака               | Sarrie                     | sarii                                     |
| Отец                 | Ap                         | apʉ                                       |
| Огонь                | Cuuna                      | kuuna                                     |
| Рыба                 | Pécui                      | pekwi                                     |
| Лягушка              | Pasauiyió                  | pasawʔóo                                  |
| Трава                | Sonip                      | sunipʉ                                    |
| Лошадь               | Puc                        | puuku                                     |
| Дом                  | Caani                      | kahni                                     |
| Вяленый (напр. мясо) | Inap                       | inapʉ                                     |
| Луна                 | Muea                       | mʉa                                       |
| Мать                 | Pia                        | pia                                       |
| Нет                  | Niatz                      | niats ?? (modern 'no' is kee)             |
| Сова                 | Mupitz                     | mupitsʉ                                   |
| Кролик               | Tábo                       | tabu                                      |
| Дождь                | Emar                       | ʉmarʉ                                     |
| Радуга               | Paracoa                    | paracoa                                   |
| Река                 | Piajunubi                  | pia hunuubi                               |
| Старшая сестра       | Batzi                      | patsi (-batsi following a vowel)          |
| Младшая сестра       | Nami                       | nami                                      |
| Небо                 | Tomóbi                     | tomoobi                                   |
| Звезда               | Tatzinupi                  | tatsinupi                                 |
| Солнце               | Taabe                      | taabe                                     |
| Вода                 | Paa                        | paa                                       |
| Да                   | Jaa                        | haa                                       |